# دژ کرایست‌چرچ

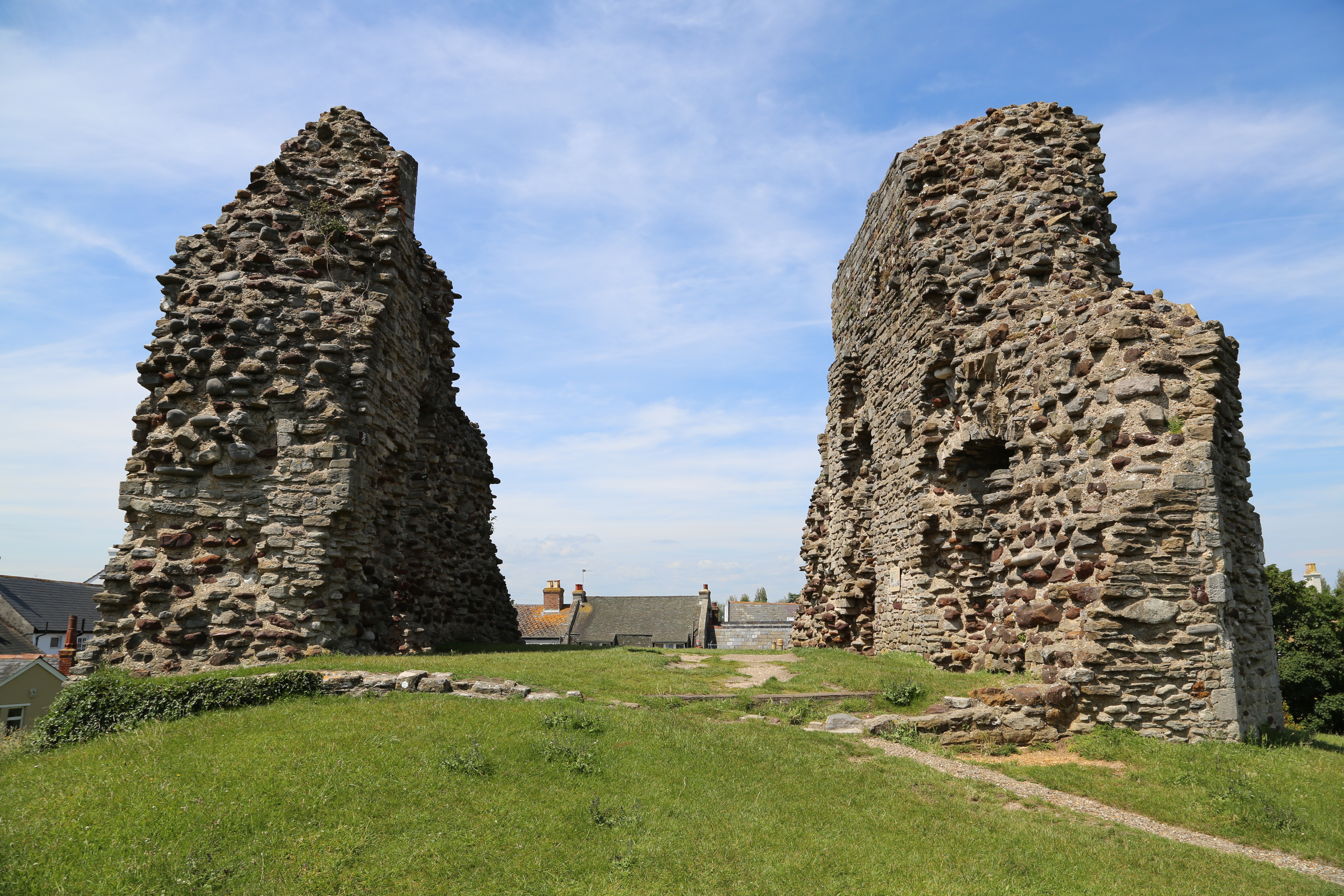

دژ کرایست‌چرچ (انگلیسی: Christchurch Castle) در دورست در جنوب انگلستان واقع شده‌است. این قلعه حدود سال ۱۱۶۰ میلادی ساخته شد.